# Aeroportul North Las Vegas
Aeroportul North Las Vegas (IATA: VGT, ICAO: KVGT, FAA LID: VGT) este un aeroport din Nevada, Statele Unite ale Americii ce deservește zona Las Vegas. Aeroportul a fost tranzitat în 2019 de 32.562 de pasageri. A fost numit după zona deservită.
Situat la o altitudine de 672 m, aeroportul dispune de 3 piste.

## Infrastructură

### Piste
Aeroportul dispune de 3 piste: 
- pista 07/25 din asfalt, cu dimensiunile 5.005 picioare × 75 picioare
- pista 12L/30R din asfalt, cu dimensiunile 4.203 picioare × 75 picioare
- pista 12R/30L din asfalt, cu dimensiunile 5.001 picioare × 75 picioare